# Räddningsdatablad
Räddningsdatablad eller räddningskort är ett papper med instruktioner för räddningspersonal på hur de på ett säkert sätt skall hantera tekniken i ett fordon som varit inblandad i en olycka.
En bil inblandad i en olycka är en riskfylld arbetsplats för räddningspersonal som ofta tvingas till att klippa upp bilen för att nå de nödställda. Drivmedlet, batteriet, och trycksatta gascylindrar utgör alla riskmoment.
Moderna bilar innehåller förutom dessa ofta invecklade och avancerade säkerhetssystem såsom krockkuddar, bältessträckare, roll-over protection systems och så vidare, vilka ofta drivs av trycksatta gasbehållare eller pyrotekniska laddningar.
Fordon drivna med alternativa bränslen som gas eller batteridrift och hybridvarianter utgör nya risker.
Crash Recovery System
Räddningstjänsten har tillgång till ett datoriserat register med över 8000 bilmodeller där fordons säkerhetssystem, utrustning och uppbyggnad är utmärkta.